# Кеменгер
Кеменге́р (каз. Кемеңгер) — село у складі Павлодарського району Павлодарської області Казахстану. Адміністративний центр Кеменгерського сільського округу.
Населення — 2587 осіб (2021; 2444 у 2009, 2501 у 1999, 3941 у 1989).
Національний склад станом на 1989 рік:
- росіяни — 36 %
- німці — 32 %
- казахи — 20 %

До 2019 року село називалось Красноармійка.